# Кевин Дж. Андерсън
Кевин Джеймс Андерсън (на английски: Kevin James Anderson) е американски писател на научна фантастика.

## Биография и творчество
Роден е в Орегон, щат Уисконсин. Започва да пише още от 15-годишна възраст, но първия си разказ публикува на 22 години, а когато е на 25 години излиза първият му роман – „Resurrection, Inc.“.
Публикувал е много произведения, като е активен участник и в проектите „Междузвездни войни“ и „Досиетата Х“. Името му присъства в Книгата за рекорди на Гинес като автор, който е дал най-голям брой автографи.

## Произведения

### Цикли

#### Цикъл „Сага за седемте слънца“ (The Saga of Seven Suns)
1. Скритата империя (на английски: Hidden Empire)
2. Гневът на хидрогите (на английски: A Forest Of Stars)
3. Буреносни хоризонти (на английски: Horizon Storms)
4. Разпръснати слънца (на английски: Scattered Suns)
5. Време на огън и мрак (на английски: Of Fire and Night)
6. Метален рояк (на английски: Metal Swarm)
7. Пепел от светове (на английски: The Ashes of Worlds)

#### Цикъл „Afterimage“ (& Kristine Kathryn Rusch)
- Afterimage
- Aftershock

#### Цикъл „The X-Files“
- Ground Zero
- Ruins
- Antibodies

#### Цикъл „Star Wars: Young Jedi Knights“(& Rebecca Moesta)
- Heirs of Force
- Shadow Academy
- The Lost Ones
- Lightsabers
- Darkest Knight
- Jedi Under Siege
- Delusions of Grandeur
- Diversity Alliance
- Jedi Bounty
- Crisis at Crystal Reef
- The Emperor's Plague
- Return to Ord Mantell
- Trouble on Cloud City

#### Цикъл „The Jedi Academy Trilogy“
- Champions of the Force
- Dark Apprentice
- Jedi Search

#### Цикъл „Gamearth“
- Gamearth
- Gameplay
- Game's End

### Самостоятелни романи
- Ai! Pedrito! When Intelligence Goes Wrong
- Assemblers of Infinity (& Doug Beason)
- Blindfold
- Born of Elven Blood (& John Gregory Betancourt)
- Climbing Olympus
- Darksaber
- Dune: House Atreides (& Brian Herbert)
- Fallout (& Doug Beason)
- Heirs of the Force (& Rebecca Moesta)
- Heirs to the Force (& Rebecca Moesta)
- Ignition (& Doug Beason)
- VIll Wind (& Doug Beason)
- Lethal Exposure (& Doug Beason)
- Lifeline (& Doug Beason)
- Resurrection, Inc.
- Shards of Alderaan (& Rebecca Moesta)
- Star Wars: Darksaber
- The Trinity Paradox (& Doug Beason)
- Virtual Destruction (& Doug Beason),

### Повести и разкази
- A Whisper of Caladan Seas (& Brian Herbert)
- An Honorable Betrayal
- Bringing the Family
- Canals in the Sand
- Carrier
- Change of Pace (& Kristine Kathryn Rusch)
- Dogged Persistence
- Drumbeats (& Neil Peart)
- Final Performance
- Fondest of Memories
- Frog Kiss
- Human, Martian – One, Two, Three
- If I Fell, Would I Fall? (& Doug Beason)
- Just Like Normal People
- Laeth-Eth and the Trolls (& Patricia M. Spath)
- Loco-Motive
- Music Played on the Strings of Time
- New Recruits
- Nuptials
- One Night Stand
- Prisons (& Doug Beason)
- Reflections in a Magnetic Mirror (& Doug Beason)
- Rescue at L-5 (& Doug Beason)
- Santa Claus Is Coming... To Get You!
- Scientific Romance
- Sea Dreams (& Rebecca Moesta)
- Sea Wind
- The Ghost of Christmas Always
- Tide Pools